# Ján Ambruš
Ján Ambruš (ur. 19 maja 1899 we wsi Gorna Mitropolija (Bułgaria), zm. 21 stycznia 1994 w Chicago) – czechosłowacki i słowacki wojskowy, generał brygady, pilot sportowy. Z pochodzenia Słowak.

## Życiorys
Urodził się w rodzinie słowackich osadników we wsi Gorna Mitropolija (gmina Dołna Mitropolija) w Bułgarii. Szkołę średnią ukończył w miejscowości Nagyszentmiklós (Węgry) w roku 1915. Wstąpił wtedy do szkoły kadetów w Traiskirchen, jednak jej nie ukończył z powodu rozpadu Austro-Węgier.
Wrócił wtedy do powstającej Czechosłowacji i wstąpił do Akademii Wojskowej w Hranicach, którą ukończył w sierpniu 1919 roku w stopniu porucznika artylerii. Po ukończeniu szkoły 21 sierpnia 1919 roku został skierowany do 201 pułku artylerii górskiej w Rużomberku, gdzie kolejno pełnił funkcję zastępcy dowódcy baterii, a potem drugiego adiutanta dowódcy pułku. W dniu 1 września 1924 roku został przeniesiony do 262 oddziału artylerii w Vranov nad Topľou. W dniu 31 marca 1925 roku na własną prośbę został skierowany na lotniczy kurs obserwatorów artyleryjskich w szkole lotniczej w Chebie, który ukończył w czerwcu 1925 roku.
1 lipca 1925 skierowany został do 1 pułku lotniczego, a po ukończeniu kursu lotników-obserwatorów do 3 pułku lotniczego w Nitrze, gdzie pełnił funkcję pomocnika do spraw taktycznych dowódcy pułku, a potem zastępcy dowódcy 81 dywizjonu. W okresie od 15 listopada 1927 roku do 28 lutego 1928 roku pracował w ministerstwie obrony. Po czym na własną prośbę został skierowany na kurs pilotów, początkowo szkolił się w 1 pułku lotniczym, a następnie w szkole lotniczej w Prościejowie. Po skończeniu tego kursu rozpoczął kurs dla pilotów myśliwskich, który ukończył 15 listopada 1929 roku. Pełnił wtedy funkcję II adiutanta dowódcy 1 pułku lotniczego. Funkcję tę pełnił do 31 marca 1930 roku, gdy został przeniesiony do Ministerstwa Obrony Narodowej, zajmował tam stanowisko referenta III/I oddziału (lotnictwo). W dniu 1 sierpnia 1931 otrzymał tytuł pilota wojskowego. Później został przeniesiony do 6 pułku lotniczego, gdzie 1 października 1931 roku został dowódcą 43 eskadry.
Wtedy także rozpoczął karierę pilota sportowego, startując w konkursach akrobacyjnych oraz lotniczych. W czerwcu 1934 roku na samolocie Avia B-122 wystartował w nieoficjalnych mistrzostwach świata w akrobacji lotniczej w Vincennes, gdzie zajął ósme miejsce. Startował w zawodach Międzynarodowe Zawody Samolotów Turystycznych w Warszawie w 1934 roku, gdzie na samolocie Aero A.200 zajął czwarte miejsce w klasyfikacji ogólnej. W 1936 roku w Berlinie wziął udział w zawodach lotniczych zorganizowanych w czasie Igrzysk Olimpijskich, gdzie na samolocie Avia Ba-122 zajął ósme miejsce. W dniu 17 stycznia 1938 roku wspólnie z drugim pilotem Vojtechem Măteną samolotem Tatra T-101 wykonali lot z lotniska Praga-Ruzyně do Chartumu bez lądowania.
W tym czasie od 30 sierpnia 1934 roku został dowódcą eksperymentalnej eskadry Wojskowego Instytutu Techniczno-Lotniczego w Pradze. Funkcję tę pełnił do czasu zajęcia Czechosłowacji przez Niemców. W 1937–1938 roku ukończył kurs wyższych dowódców wojskowych.
Po likwidacji wojska czechosłowackiego, jako Słowak udał się na Słowację. W dniu 1 kwietnia 1939 roku objął funkcję szefa wydziału lotnictwa w Ministerstwie Obrony i jednocześnie dowódcy lotnictwa słowackiego. Nie zgadzając się jednak z polityką Ministra Obrony gen. Čatloša i Ministra Spraw Wewnętrznych V. Tuki w dniu 1 sierpnia 1939 roku na własną prośbę został przeniesiony do rezerwy.
W dniu 3 września 1939 roku nielegalnie opuścił Słowację, a następnie przez Węgry i Jugosławię udał się do Francji, gdzie 15 października 1939 roku rozpoczął pracę w wydziale III (lotniczym) Czechosłowackim Komitecie Narodowym w Paryżu. Na ochotnika wstąpił do lotnictwa francuskiego i po przeszkoleniu, które ukończył w kwietniu 1940 roku, przydzielony został do eskadry osłaniającej lotnisko i bazę lotniczą w Chartres i wziął udział w kampanii francuskiej, latając samolotami Morane Saulnier MS.406C.1 i Bloch MB.151C1. Po upadku Francji udał się do Wielkiej Brytanii.
Po przybyciu do Wielkiej Brytanii w dniu 12 lipca 1940 roku został pilotem w 310 czechosłowackim dywizjonie lotniczym i rozpoczął przeszkolenie w brytyjskiej jednostce szkoleniowej, które ukończył 9 września 1940 roku. Po przeszkoleniu na samoloty brytyjskie został dowódcą 312 czechosłowackiego dywizjonu myśliwskiego i latał samolotem Hawker Hurricane Mk.I. W dniu 11 października 1940 roku uczestniczył w grupie w zestrzeleniu niemieckiego samolotu Dorniera Do 17Z3. Jednak z powodu konfliktu z młodszymi oficerami oraz tragicznymi wypadkami w dywizjonie 12 grudnia 1940 roku został odwołany ze stanowiska dowódcy dywizjonu. Został przeniesiony do Ministerstwa Obrony Czechosłowackiego rządu emigracyjnego.
W dniu 7 marca 1941 roku został wysłany do Ameryki Północnej jako członek czechosłowackiej misji wojskowej w Kanadzie i Stanach Zjednoczonych, której zadaniem było werbowanie Czechów i Słowaków do wojska czechosłowackiego rządu emigracyjnego. Po zakończeniu misji w lutym 1943 roku, pozostał w Kanadzie i w marcu 1943 roku został attaché wojskowym i lotniczym Czechosłowacji w Kanadzie.
Po zakończeniu II wojny światowej wrócił do Czechosłowacji i w dniu 28 października 1945 roku został dowódcą lotnictwa 4 okręgu wojskowego w Bratysławie. W tym czasie rozpoczął działalność polityczną. W 1946 roku wziął udział w wyborach do Konstytucyjnego Zgromadzenia Narodowego i został posłem z ramienia Partii Demokratycznej. Po przejęciu władzy przez komunistów w dniu 29 lutego 1948 roku władze zaproponowały wydalenie go z wojska. Jeszcze przed formalnym zwolnieniem w dniu 21 marca 1948 roku wyjechał zagranicę, początkowo do Wielkiej Brytanii, a następnie do Stanów Zjednoczonych. W dniu 24 listopada 1948 roku został formalnie usunięty z wojska i zdegradowany do stopnia szeregowego.
Po przybyciu do Stanów Zjednoczonych działał w Radzie Wolnej Czechosłowacji, z której jednak wystąpił ze względów osobistych. Pracował jako konstruktor. W 1991 roku został zrehabilitowany i przywrócono mu stopień wojskowy. W dniu 10 grudnia 1991 roku prezydent awansował go do stopnia generała pułkownika.
Zmarł 21 stycznia 1994 roku w Chicago, a pochowany został w Bratysławie na cmentarzu Slávičie údolie.

## Awanse
- podporucznik (poručík) (21.08.1919)
- porucznik (nadporučík)
- kapitan (kapitán) (1929)
- kapitan sztabowy (štábní kapitan)
- major (major) (01.07.1935)
- podpułkownik (podplukovník) (marzec 1939) (wojska słowackie) (zdegradowany do stopnia szeregowego 01.11.1939)[11].
- podpułkownik (podplukovník) (07.03.1941)
- pułkownik (plukovník) (07.03.1945)
- generał brygady (brigádní generál) (02.04.1946) (zdegradowany do stopnia szeregowego 24.11.1948, zrehabilitowany w 1990 roku)[12].
- generał pułkownik w stanie spoczynku (generálplukovník v záloze) (10.12.1991)

## Odznaczenia
- Order Milana Rastislava Štefánika III st. (08.05.1992)
- Krzyż Wojenny Czechosłowacki 1939 (1944)
- Czechosłowacki Medal za Odwagę w Obliczu Nieprzyjaciela (1944)
- Czechosłowacki Wojskowy Medal Pamiątkowy z okuciem Francja i Wielka Brytania
- Czechosłowacki medal za zasługi I st. (06.07.1944)
- Krzyż Oficerski Orderu Imperium Brytyjskiego (24.01.1945)
- Order Korony Rumunii V kl. (1937)
- Medal Obrony (Wielka Brytania)
- Medal Wojny 1939–1945 (Wielka Brytania)
- Gwiazda za Wojnę 1939–1945 (Wielka Brytania)